# ديشار باهامي
ديشار باهامي (الاسم العلمي: Pteris bahamensis) هو نوع نباتي يتبع جنس الديشار من فصيلة الديشارية.